# 霍恩齐里茨
霍恩齐里茨（德語：Hohenzieritz）是德国梅克伦堡-前波美拉尼亚州的市镇，隶属于梅克伦堡湖区县。总面积为20.54平方千米，截至2023年12月31日总人口为454人。